# Sky Jet Aviation
Sky Jet Aviation is een Oegandese luchtvaartmaatschappij met als thuisbasis Entebbe.

## Geschiedenis
Sky Jet Aviation is opgericht in 2003 als Air Memphis Uganda door Air Memphis uit Egypte. In 2006 werd de huidige naam ingevoerd.

## Vloot
De vloot van Sky Jet Aviation bestaat uit: (juni 2007)
- 1 Boeing B707-320C